# Клотье, Дэн
Дэниэл Клотье (фр. Daniel Cloutier; родился 22 апреля 1976) — бывший профессиональный канадский хоккеист, вратарь. В настоящее время является консультантом вратарей в «Ванкувер Кэнакс». За свою 10-летнюю карьеру в Национальной хоккейной лиге (НХЛ), Клотье играл за «Нью-Йорк Рейнджерс», «Тампа-Бэй Лайтнинг», «Ванкувер Кэнакс» и «Лос-Анджелес Кингз», проведя большую часть своей карьеры в Ванкувере.
Клотье начал играть в Хоккейной лиге Онтарио (ОХЛ), в течение четырёх сезонов за «Су-Сент-Мари Грейхаундз» и «Гвелф Сторм», выиграв Мемориальный кубок в 1993 году. После своего второго сезона в OHL, он был выбран под общим 26-м номером драфта командой «Нью-Йорк Рейнджерс». Начал свою профессиональную карьеру с Американской хоккейной лиги (АХЛ), в которой участвуют фарм-клубы основных команд. Окончательно присоединился к команде НХЛ в сезоне 1998-99. После трёх сезонов игры за «Рейнджерс», он был продан «Тампе», в которой отыграл полтора года.
В феврале 2001 года он был приобретён «Кэнакс». В межсезонье 2006 года был обменян в «Лос-Анджелес», где боролся с травмами и снижением уровня игры. Его контракт был выкуплен командой после сезона 2007-08. В  2009 году подписал контракт, чтобы попробовать свои силы в тренировочном лагере «Детройт Ред Уингз», после этого недолго играл в АХЛ за «Рокфорд Айсхогс» до своего ухода из большого спорта по причине постоянных травм. На международном уровне Клотье представлял Канаду. Он выиграл золотую медаль на чемпионате мира среди юниоров 1995 года и был одним из четырёх голкиперов на чемпионате мира 2001 года.
После завершения игровой карьеры, он стал тренером вратарей, в хоккейном клуб Барри Колтсу из Хоккейной лиги Онтарио.

## Игровая карьера

### Карьера юниора
В 15-летнем возрасте Клотье играл за «Сент-Томас Старз» из Западной хоккейной лиги Онтарио. Тогда, в сезоне 1991-92, его показатель коэффициента надёжности был равен 5,83 за 14 игр.
Со следующего сезона Клотье начал 4-летнюю карьеру в Хоккейной лиге Онтарио, дебютировав за «Су-Сент-Мари Грейхаундз». Он сыграл в 12 играх того сезона с показателем надежности 4,62 гола за матч. В 1993 году Клотье провел 4 игры в плей-офф кубка Робертсона.
Окончательно первым вратарем клуба Клотье стал в сезоне 1993-94. За этот сезон Клотье выиграл 28 игр, 14 проиграл и в 6 взял одно очко. Коэффициент надёжности составил 3,56 с 0,89% отраженных бросков.
В межсезонье Клотье был выбран «Нью-Йорк Рейнджерс» 26-м номером на Драфте НХЛ 1994 года.

### Ранняя карьера (1996—2001)
Клотье начал свою профессиональную карьеру в «Бингемтон Рейнджерс» из американской хоккейной лиги (АХЛ), фарм-клубе команды «Нью-Йорк Рейнджерс». В сезоне 1997-98 Клотье вместе со своим клубом переехали в Хартфорд. Таким образом фармом «Рейнджерс» стал клуб «Хартфорд Вулф Пэк». В конце декабря 1997 года он получил вызов в «Рейнджерс» в качестве резервного голкипера. Так Клотье стал сменщиком Майка Рихтера.
Дебют Дэна Клотье в НХЛ состоялся 3 января 1998 года. Он заменил Майка Рихтера за 7 минут до окончания матча против «Вашингтон Кэпиталз». Следующую игру 6 января 1998 года против «Каролины Харрикейнз» Клотье начал впервые со стартового свистка. В ходе матча он отразил 26 бросков по своим воротам, а «Рейнджерс» выиграли этот матч со счетом 4-2. Всего в том сезоне Клотье отыграл 12 игр, записав 4 победы и 5 поражений, со средним коэффициентом пропускаемости 2,5 шайбы за игру и 90% отраженных бросков. Клотье отличился в матче против «Нью-Йорк Айлендерс», подравшись с вратарем Томми Сало.
Сезон 1998-99 Клотье полностью провёл за основную команду, сыграв в 22 играх (6 побед, 8 поражений).
В межсезонье Дэн Клотье был обменян в «Тампу» на право выбора на драфте 1999 года. «Тампа-Бэй» рассматривала Дэна Клотье как основного голкипера. Однако удачно сыграть в сезоне Клотье помешали многочисленные травмы. В итоге Клотье сыграл в 52 играх, из которых только 9 его коллектив смог выиграть, а «Тампа» закончила регулярный сезон на последнем месте.
В сезоне 2000-01 Клотье также очень много раз травмировался. Однако в этом сезоне он сделал первый шатаут. Случилось это 2 декабря 2000 года в игре против «Детройт Ред Уингз» (3-0). Несмотря на это, в последний день обменов, «Тампа» обменяла Клотье в «Ванкувер Кэнакс» на Эдриана Окойна и право выбора во втором раунде драфта 2001 года.

### «Ванкувер Кэнакс» (2001-06)
В «Ванкувере» Клотье стал основным вратарем. В том сезоне он сыграл 16 игр за «Ванкувер» и помог им впервые за 5 лет выйти в плей-офф Кубка Стэнли. Ванкувер в первом раунде встретился с «Колорадо Эвеланш», который прошёл дальше. Несмотря на ранний вылет, руководство «Кэнакс» объявило прошедший сезон успешным. На то время в команде собралось несколько талантливых игроков: капитан Маркус Нэслунд, форвард Тодд Бертуцци и защитник Эд Жовановски.
В межсезонье Клотье стал свободным агентом, однако «Кэнакс» вновь подписали контракт с Клотье 18 июля 2001 года. Сезон 2001-02 Клотье проводил в качестве основного вратаря. Свой первый шатаут за «Кэнакс» он оформил 13 октября 2001 года в матче против «Колорадо Эваланш» (4-0). В следующем месяце лига признала его игроком недели. Второе такое достижение он получил 18 марта 2002 года. Через 8 дней, 26 марта, он сделал 7-й шатаут в сезоне, тем самым поставив рекорд клуба по этому показателю, превзойдя Гари Смита и Гарта Сноу. Произошло это в матче против «Кингз», который был выигран со счетом 4-0. Чуть позже его рекорд побьёт Роберто Луонго, который проведет 9 «сухих матчей» в одном сезоне.
В итоге «Ванкувер» вышел в плей-офф, где встретился с победителем регулярного чемпионата — «Детройт Ред Уингз». Первые две игры остались за «Ванкувером» благодаря успешным действиям в воротах Дэна Клотье. В первой игре он отбил 32 броска, во второй 34. В третьей игре произошёл переломный момент как для «Кэнакс», так и для Клотье. Защитник «Детройта» Николас Лидстрём забил шайбу с середины площадки и тем самым принес победу «Детройту» в игре № 3. После чего проиграл оставшиеся игры.
Сезон 2002-03 Клотье начал, сыграв на ноль в матче против «Калгари Флэймз». Это был первый случай в истории «Кэнакс», когда они начали сезон с сухой победы. В ноябре 2002 Клотье вместе с «Ванкувером» выиграли 11 из 12 игр месяца, тем самым побив предыдущее аналогичное достижение в 10 побед. Дэн Клотье был назван игроком месяца, став 4-м игроком «Кэнакс» за всю историю, которому удалось добиться этого достижения. В итоге «Ванкувер» стал победителем Северо-Западного дивизиона. В плей-офф в первом раунде был пройден «Сент-Луис Блюз» в семи играх. Следующим соперником «Кэнакс» стала «Миннесота Уайлд». «Ванкувер» вёл в серии 3-1, и тренерский штаб решил, что вместо Клотье в воротах будет стоять Александр Олд. Ванкувер пропустил 6 шайб, а Клотье подрался с вратарем «Миннесоты» Ролосоном, за что впоследствии был наказан штрафом. В итоге за следующие 2 игры Клотье пропустил 9 шайб, и «Ванкувер» вылетел из турнира.
В межсезонье с Клотье был повторно подписан контракт на один год с $2,5-миллионным контрактом. В этом сезоне Клотье снова был часто подвержен травмам. Значимым событием была его 100 победа в регулярке. 14 февраля 2004 года он был оштрафован на $1000 лигой за удар в лицо Рональда Петровицки, представлявшего «Атланту Трешерз». Клотье снова победил более чем в 30 матчах, тем самым поставив новый рекорд клуба. В плей-офф Клотье получил разрыв мышц паха в первом матче против «Калгари». Оставшиеся игры вместо Клотье стояли его сменщики, что привело к поражению «Ванкувера» в 7 матчах.
Сезон 2004-05 был отменён из-за локаута в НХЛ. Поэтому Клотье отправился играть в Австрийскую хоккейную лигу, подписав контракт с командой «Клагенфурт». В составе которой Клотье дошёл до финала турнира, где его команда потерпела поражение от клуба «Вена Кэпиталз».
Сезон НХЛ 2005-06 стартовал успешно. Клотье повторно подписал $5-миллионный контракт с «Кэнакс» на 2 года. В начале сезона Клотье получил травму в матче против «Колорадо Эваланш». Клотье вернулся на лёд 20 ноября, однако уже в этой игре он получил травму и выбыл до конца сезона.
По мере того как «Кэнакс» пропустил плей-офф 2006 года, были внесены некоторые изменения в составе команды в межсезонье. Одним из таких изменений стало приобретение вратаря Роберто Луонго из «Флориды Пантерз». Вскоре после того, как Луонго был приобретён, Клотье перешёл в «Лос-Анджелес Кингз» 5 июля 2006 года в обмен на выбор во 2-м раунде драфта 2007 года и условный выбор в 2009 году.

### «Лос-Анджелес Кингз» (2006-08)
Перед сезоном 2006-07 Дэн Клотье подписал контракт на $6,2 млн с возможностью продления с клубом «Лос-Анджелес Кингз». Клотье переехал в «Кингз», так как именно туда ушёл экс-главный тренер «Ванкувер Кэнакс» Марк Кроуфорд.
Дебют Клотье состоялся 6 октября 2006 года в первой игре регулярного сезона против «Анахайм Дакс», которая закончилась поражением для «Кингз». Уже в первую неделю регулярки он получил травму, однако по совету руководства и медицинского штаба продолжал играть. После окончания карьеры Клотье признал это решение главной своей ошибкой. Результаты Клотье становились все хуже и хуже, последней каплей для руководства стал разгром от «Нэшвилла» 7-0. Боль, которую Клотье чувствовал от незалеченной травмы, мешала ему играть и по рекомендации знакомого специалиста он отпросился у руководства клуба на отъезд в Колорадо для проведения операции.
Оправившись от травмы Клотье вернулся в расположение команды в сентябре 2007 года. На тот момент из ворот его вытеснили Джейсон Лабарбера и Джонатан Бернье. В итоге Клотье был отправлен в фарм-клуб «Кингз» — «Манчестер Монаркс». Однако в то время руководство фарма давало больше игрового времени молодым вратарям: Джонатану Куику и Эрику Эрсбергу. 7 февраля 2008 года Клотье снова был возвращён в основную команду. Через 3 дня начал со стартового свистка матч против «Коламбус Блю Джекетс», в котором «Короли» победили в серии буллитов. В итоге он провёл ещё несколько игр, а затем снова получил травму паха.
В межсезонье «Лос-Анджелес» выкупил контракт Клотье. Игрок постарался оспорить данное решение, сославшись на то, что причиной выкупа его контракта является его травматичность, а не уровень игры, однако лига своим решением стала на сторону «Лос-Анджелес Кингз». Таким образом Клотье стал неограниченно свободным агентом.

### Возвращение в хоккей и завершение карьеры (2009-10)
В августе Клотье поступило предложение от «Кэнакс» отправиться в тренировочный лагерь, однако он выбрал аналогичное предложение от «Детройт Ред Уингз». 4 сентября 2009 года он прибыл на базу «Детройта». На предсезонных играх Клотье выглядел уверенно, за что получил положительную оценку от тренерского штаба «Ред Уингз». Однако 24 сентября он был оцеплен тренерским штабом от лагеря.
Клотье имел несколько предложений из Европы, однако принял решение подписать контракт с командой «Рокфорд Айсхогс» из АХЛ в декабре 2009 года. Но уже к концу месяца стороны разорвали контракт по обоюдному соглашению. Причиной раннего завершения карьеры Клотье назвал постоянные хронические травмы.

## Карьера в сборной
Клотье являлся участником чемпионата мира среди юниоров 1995 года. За сборную он провёл 3 игры, которые были выиграны сборной Канады, и как следствие была завоёвана золотая медаль. В следующем чемпионате он не смог принять участия из-за травмы плеча. В 2001 году он был заявлен на чемпионат мира наряду с Роберто Луонго, Жан-Себастьяном Жигером и Фредом Брэтуэйтом. В итоге Клотье не сыграл ни одной игры, а Канада финишировала на 5-м месте.

## Тренерская карьера
После ухода из «Лос-Анджелес Кингз» в 2008 году, Клотье присоединился к своему брату Сильвену Клотье в тренерский штаб команды «Корпус-Кристи АйсРэйс» из Центральной хоккейной лиги де-факто как помощник тренера.

### Возвращение в "Кэнакс "
В сентябре 2012 года Клотье был нанят «Ванкувер Кэнакс» в качестве консультанта для работы с голкиперами в «Чикаго Вулвз».

## Личная жизнь
Клотье родился в семье Ивана и Сьюзан Клотье в Мон-Лорье, провинция Квебек. Он переехал со своей семьёй в молодом возрасте в Онтарио, причиной переезда стала работа его отца в качестве регистратора. Клотье считает родными два языка: английский и французский. Старший брат Сильвен также хоккеист. После профессиональной карьеры в «Ковентри Блэйз» в Англии, Сильвен стал главным тренером команды «Корпус-Кристи АйсРэйс» в ЦХЛ в 2008.
Дэн и его жена Ника воспитывают дочь Кали, родившуюся в декабре 2007 года и сына Кейн, который родился в июне 2010 года. После завершения профессиональной карьеры семья перебралась в Онтарио.
В ноябре 2005 года персона Дэна Клотье активно обсуждалась в средствах массовой информации, так как он находился под следствием из-за аварии с его участием, в которой погибло 2 человека. Клотье никак не комментировал произошедшее, в то время как его агент заявил, что в данном происшествии его клиент никак не замешан.

## Статистика карьеры

### Регулярный сезон
| Год     | Команда                 | Лига  | Сыграно игр | W   | L   | T  | OTL | MIN   | Пропущенные шайбы | Сухие матчи | GAA  | SV%   |
| ------- | ----------------------- | ----- | ----------- | --- | --- | -- | --- | ----- | ----------------- | ----------- | ---- | ----- |
| 1991-92 | Сент-Томас Старс        | WOHL  | 14          |     |     |    |     | 823   | 80                |             | 5,83 |       |
| 1992-93 | Тимминс Голден Бэарс    | NOJHL | 5           | 4   | 0   | 0  | 0   | 255   | 10                | 0           | 2,35 |       |
| 1992-93 | Су-Сент-Мари Грейхаундз | OHL   | 12          | 4   | 6   | 0  |     | 572   | 44                | 0           | 4,62 |       |
| 1993-94 | Су-Сент-Мари Грейхаундз | OHL   | 55          | 28  | 14  | 6  |     | 2934  | 174               | 2           | 3,56 |       |
| 1994-95 | Су-Сент-Мари Грейхаундз | OHL   | 45          | 15  | 26  | 2  |     | 2518  | 185               | 1           | 4,41 |       |
| 1995-96 | Су-Сент-Мари Грейхаундз | OHL   | 13          | 9   | 3   | 0  |     | 641   | 43                | 0           | 4,02 |       |
| 1995-96 | Гвелф Сторм             | OHL   | 17          | 12  | 2   | 2  |     | 1004  | 35                | 2           | 2,09 |       |
| 1996-97 | Бингемтон Рейнджерс     | AHHL  | 60          | 23  | 28  | 8  |     | 3367  | 199               | 3           | 3,55 | 0,892 |
| 1997-98 | Нью-Йорк Рейнджерс      | NHL   | 12          | 4   | 5   | 1  |     | 551   | 23                | 0           | 2,50 | 0,907 |
| 1997-98 | Хартфорд Вулф Пэк       | AHL   | 24          | 13  | 8   | 3  |     | 1417  | 62                | 0           | 2,63 | 0,917 |
| 1998-99 | Нью-Йорк Рейнджерс      | NHL   | 22          | 6   | 8   | 3  |     | 1096  | 49                | 0           | 2,68 | 0,914 |
| 1999-00 | Тампа-Бэй Лайтнинг      | NHL   | 52          | 9   | 30  | 3  |     | 2492  | 145               | 0           | 3,49 | 0,885 |
| 2000-01 | Тампа-Бэй Лайтнинг      | NHL   | 24          | 3   | 13  | 3  |     | 1005  | 59                | 1           | 3,52 | 0,891 |
| 2000-01 | Ванкувер Кэнакс         | NHL   | 16          | 4   | 6   | 5  |     | 914   | 37                | 0           | 2,43 | 0,894 |
| 2000-01 | Детройт Вайперс         | IHL   | 1           | 0   | 1   | 0  |     | 59    | 3                 | 0           | 3,05 | 0,903 |
| 2001-02 | Ванкувер Кэнакс         | NHL   | 62          | 31  | 22  | 5  |     | 3501  | 142               | 7           | 2,43 | 0,901 |
| 2002-03 | Ванкувер Кэнакс         | NHL   | 57          | 33  | 16  | 7  |     | 3376  | 136               | 2           | 2,42 | 0,908 |
| 2003-04 | Ванкувер Кэнакс         | NHL   | 60          | 33  | 21  | 6  |     | 3539  | 134               | 5           | 2,27 | 0,914 |
| 2004-05 | Клагенфурт              | AUS   | 13          | 7   | 0   | 5  |     | 722   | 25                | 1           | 1,94 |       |
| 2005-06 | Ванкувер Кэнакс         | NHL   | 13          | 8   | 3   |    | 1   | 680   | 36                | 0           | 3,17 | 0,892 |
| 2006-07 | Лос-Анджелес Кингз      | NHL   | 24          | 6   | 14  |    | 2   | 1281  | 85                | 0           | 3,98 | 0,860 |
| 2007-08 | Манчестер Монархс       | AHL   | 14          | 4   | 9   |    |     | 719   | 42                | 0           | 3,50 | 0,869 |
| 2007-08 | Лос-Анджелес Кингз      | NHL   | 9           | 2   | 4   |    | 1   | 247   | 28                | 0           | 3,44 | 0,887 |
| 2009-10 | Рокфорд Айсхогс         | AHL   | 3           | 1   | 1   |    | 0   | 146   | 6                 | 0           | 2,17 | 0,893 |
|         | Итого                   | NHL   | 351         | 139 | 142 | 33 | 4   | 18928 | 874               | 15          | 2,77 | 0,899 |
|         | Итого                   | AHL   | 101         | 40  | 46  | 11 | 0   | 5649  | 309               | 3           | 3,28 | 0,896 |
|         | Итого                   | OHL   | 142         | 68  | 51  | 10 |     | 7669  | 481               | 5           | 3,76 |       |

### Плей — офф
| Год  | Команда                 | Лига | Сыграно игр | W  | L  | MIN  | Голов пропущено | Сухих игр | GAA  | SV%   |
| ---- | ----------------------- | ---- | ----------- | -- | -- | ---- | --------------- | --------- | ---- | ----- |
| 1993 | Су-Сент-Мари Грейхаундз | OHL  | 4           | 1  | 2  | 231  | 12              | 0         | 3,12 |       |
| 1994 | Су-Сент-Мари Грейхаундз | OHL  | 14          | 10 | 4  | 833  | 52              | 0         | 3,75 |       |
| 1996 | Гвелф Сторм             | OHL  | 16          | 11 | 5  | 993  | 52              | 2         | 3,14 |       |
| 1996 | Гвелф Сторм             | CHL  | 3           | 0  | 3  | 180  | 12              | 0         | 4,00 |       |
| 1997 | Бингемтон Рейнджерс     | AHL  | 4           | 1  | 3  | 236  | 13              | 0         | 3,31 | 0,893 |
| 1998 | Хартфорд Вулф Пэк       | AHL  | 8           | 5  | 3  | 478  | 24              | 0         | 3,01 | 0,921 |
| 2001 | Ванкувер Кэнакс         | NHL  | 2           | 0  | 2  | 117  | 9               | 0         | 4,63 | 0,842 |
| 2002 | Ванкувер Кэнакс         | NHL  | 6           | 2  | 3  | 273  | 16              | 0         | 3,51 | 0,870 |
| 2003 | Ванкувер Кэнакс         | NHL  | 14          | 7  | 7  | 833  | 45              | 0         | 3,24 | 0,868 |
| 2004 | Ванкувер Кэнакс         | NHL  | 3           | 1  | 1  | 138  | 5               | 0         | 2,17 | 0,922 |
| 2005 | Клагенфурт              | Aus  | 10          | 6  | 4  | 590  | 27              | 1         | 2,75 |       |
|      | Итого                   | NHL  | 25          | 10 | 13 | 1361 | 75              | 0         | 3,31 | 0,872 |
|      | Итого                   | AHL  | 12          | 6  | 6  | 714  | 37              | 0         | 3,11 | 0,913 |
|      | Итого                   | OHL  | 34          | 22 | 11 | 2057 | 116             | 2         | 3,38 |       |

### Международный
| Год  | Страна | Статус соревнования | количество сыгранных матчей | Победы | Поражение | Поражений в овертайме | Минуты | Пропущенные шайбы | ТАК | GAA  | SV% |
| ---- | ------ | ------------------- | --------------------------- | ------ | --------- | --------------------- | ------ | ----------------- | --- | ---- | --- |
| 1995 | Канада | ЧМЮ                 | 3                           | 3      | 0         | 0                     | 180    | 8                 | 0   | 2,67 |     |
|      |        |                     |                             |        |           |                       |        |                   |     |      |     |

Статистика за карьеру взята из профиля TSN.ca